# Toyota City Challenger 1980
Il Toyota City Challenger 1980 è stato un torneo di tennis facente parte della categoria ATP Challenger Series nell'ambito dell'ATP Challenger Series 1980. Il torneo si è giocato a Toyota in Giappone dal 25 aprile al 1º maggio 1980 su campi in cemento.

## Vincitori

### Singolare
Russell Simpson ha battuto in finale  Brad Drewett con il punteggio di 6–4, 6–4

### Doppio
Syd Ball /  Cliff Letcher hanno battuto in finale  Chris Kachel /  Russell Simpson con il punteggio di 6–3, 6–4